# Tavria V
Tavria V (ukrajinsky Таврія В) je maloobchodní řetězec na Ukrajině. Společnost byla založena v Oděse, kde také otevřela svou první pobočku. Kromě Oděsy má zastoupení v Kyjevě, Mykolajivu, Charkově, Chersonu, Chmelnyckém, od roku 2023 také v Ivano-Frankivsku a dalších městech. Společnost zaměstnává přes 5 tisíc lidí a zaměřuje se především na prodej potravin, výrobu vlastních produktů, včetně produktů z ryb, masa, cukrářské a kulinářské produkty a pekařské provozy, kavárny a provozuje také internetový obchod. Podíl nepotravinářského zboží činí asi 40 %.

## Historie

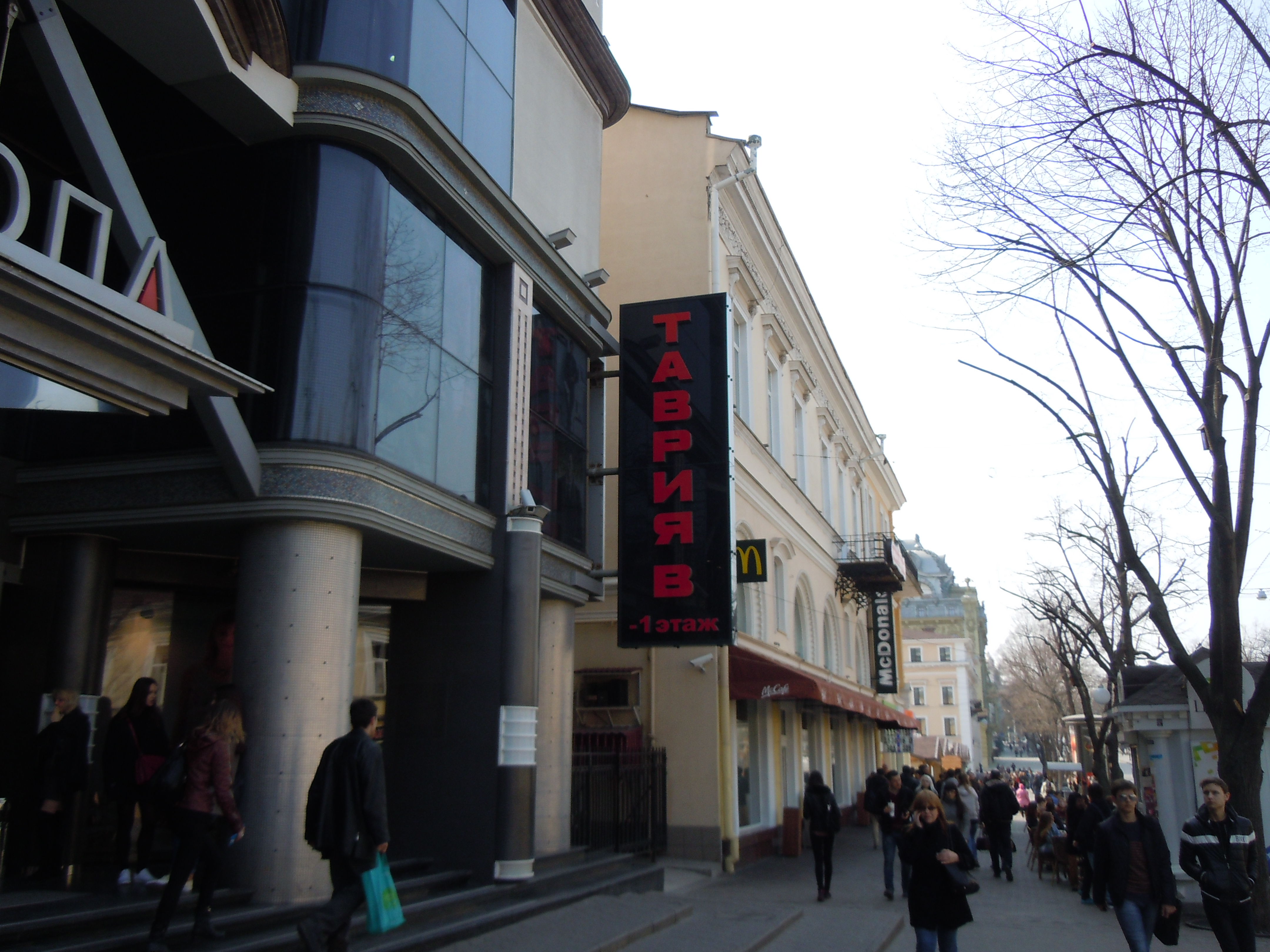
Pobočka v Oděse

První supermarket řetězce byl otevřen v roce 1992 v Oděse v ulici Ivana Funtovoho. Do roku 2020 bylo na Ukrajině otevřeno 100 prodejen řetězce Tavria V. Kromě obchodů s potravinami společnost provozuje také obchody s domácímí potřebami Blysk&Vidro (Блиск&Відро), restaurace a kavárny T-spring Kafe (Т-Спринт Кафе) a Romeo & Bagetta, lahůdkářské obchody Kosmos (Космос), který prodává také produkty známých evropských značek, nízkonákladové pobočky PURE (ПЮРЕ) a obchody s dětským zbožím Tavryk (Таврик).
Tavria V produkuje také produkty pod vlastní značkou. Mezi ně se řadí jak produkty potravinářské, tak nepotravinářské.
Šlo o první maloobchodní společnost na Ukrajině, která již v roce 1999 poskytovala možnost využít donáškové služby, která fungovala online. Dnes (2025) tato služba funguje v Oděse a Mykolajivu.
Společnost také mezi prvními na Ukrajině začala používat samoobslužné pokladny, stalo se tak v roce 2014. O službu byl projeven velký zájem, jelikož byla ve své době přelomová. V roce 2021 existovalo 37 poboček, které provozovaly samoobslužné pokladny. Objevily se i pobočky bez personálu, pouze se samoobslužným provozem. V anketě se ukázalo, že většina obyvatel považuje samoobslužné pokladny za pohodlnější, než tradiční pokladny.

### Ruská invaze na Ukrajinu
V červnu 2024 byl jediný logistický sklad společnosti, který se nachází v Oděse, poškozen při ruském útoku na Oděsu. Zničeno bylo asi 20 tisíc metrů čtverečních skladových ploch, což činí asi dvě třetiny celkové plochy skladu. Škoda dosáhla 300 milionů hřiven.